# Vichten
Vichten (lb. Viichten) − miejscowość i gmina (gemeng / commune / Gemeinde) w zachodnim Luksemburgu, w kantonie Redange. Do 3 października 2015 gmina leżała w dystrykcie Diekirch. Siedziba administracyjna gminy znajduje się w miejscowości Vichten. Liczy 1425 mieszkańców (1 stycznia 2023).  

## Podział administracyjny
Do gminy należą cztery miejscowości, w tym dwa (Uertschaft) oraz dwa lieu-dit: 
1. Michelbouch (Méchelbuch / Michelbuch)
2. Peckelshof (Peckelshaff), lieu-dit
3. Vichten (Viichten)
4. Wiltgeshof (Wiltgeshaff), lieu-dit